# Pilkhuwa
Pilkhuwa (o Pilkhua) è una suddivisione dell'India, classificata come municipal board, di 67.191 abitanti, situata nel distretto di Ghaziabad, nello stato federato dell'Uttar Pradesh. In base al numero di abitanti la città rientra nella classe II (da 50.000 a 99.999 persone).

## Geografia fisica
La città è situata a 28° 43' 0 N e 77° 39' 0 E e ha un'altitudine di 207 m s.l.m..

## Società

### Evoluzione demografica
Al censimento del 2001 la popolazione di Pilkhuwa assommava a 67.191 persone, delle quali 35.731 maschi e 31.460 femmine. I bambini di età inferiore o uguale ai sei anni assommavano a 11.411, dei quali 6.157 maschi e 5.254 femmine. Infine, coloro che erano in grado di saper almeno leggere e scrivere erano 41.666, dei quali 25.207 maschi e 16.459 femmine.